# A káosz ura
A káosz ura Az Idő Kereke sorozat hatodik kötete, Robert Jordan amerikai író műve. 1994 októberében jelent meg. Egy prológust, 55 fejezetet, valamint szokatlan módon egy epilógust tartalmaz. A könyvet jelölték 1995-ben a legjobb fantasyregény kategóriában Locus-díjra. Megjelent e-book formátumban is, ennek borítója szerepelt a későbbi magyar kiadásokon is, melyen a Dumai Kútjánál történő összecsapás látható. A könyvborítón csak asha'manok és aielek láthatóak, a kép teljes méretű változatán szerepel még Loial és Perrin is.
Ebben a kötetben Rand al'Thor uralkodni kezd Cairhien királyságában, míg az Elaydához hűséges aes sedai-ok el nem rabolják. Barátai és hűséges követői mindent megtesznek annak érdekében, hogy kiszabadítsák. A lázadó aes sedai-ok megválasztják Egwene-t az új Amyrlin Trónnak, aki megkezdi a rendteremtést.

## Cselekmény
|  | Alább a cselekmény részletei következnek! |

A Sötét Úr börtönének pecsétjei közül számos feltört már, aminek köszönhetően hatalma egyre nő. Globális klímaváltozást idéz elő, feltámasztja a két halott kitaszítottat, Aginort és Balthamelt, Osan'gar és Aran'gar néven, utóbbit ráadásul nőként. Megalkotja továbbá Shaidan Harant, saját maga Enyész formát öltött inkarnációját, hogy járhasson a világban. Az egyik Kitaszított, Demandred titkos utasításokat kap tőle. 
Rand lesz az uralkodója mind Caemlynnek, mind Cairhiennek. Rájön, hogy a vér szerinti anyja nem más volt, mint Tigraine, Andor trónjának lányörököse, akinek a testvére volt a Folyóközben felbukkant Luc nagyúr, és egy prófécia hatására ment az Aiel-pusztaságba. Amnesztiát hirdet minden mágiahasználó férfinak, ezt kihasználva az egyik korábbi hamis Sárkány, Mazrim Taim, hűséget fogad neki, amiért Rand megbízza az Asha'man-ok (férfi mágiahasználók) kiképzésével és vezetésével az újonnan létrehozott Fekete Toronyban. Mind a salidari lázadó aes sedai-ok, mind a Fehér Torony aes sedai-jai (akik igazából a Fekete Ajah tagjai) követeket küldenek hozzá. Alanna Mosvani, az egyik lázadó aes sedai az akarata ellenére eléri, hogy Rand legyen az őrzője. Min Farshaw, aki a követekkel érkezik, lesz Rand érzelmi támasza. Később felfedezi, hol van Salidar, és odaküldi Matet, hogy hozza onnan haza Elayne Trakandot, a királyság trónörökösét, hogy foglalja el a trónt helyette. Ezalatt Perrin is elhagyja a Folyóközt, hogy Caemlynbe induljon. 
Andor letaszított uralkodója, Morgase Trakand, Amadiciába siet, hogy segítséget kérjen trónjának visszaszerzéséhez. Útközben azonban rátalál és fogságba veti a Fény Gyermekeinek úrkapitánya, Pedron Niall. Egwene beleszeret Gawynba, és később titokban találkoznak. Gawyn gyűlöli Randet, mert úgy hiszi, ő ölte meg az anyját, de megígéri Egwene-nek, hogy nem bántja őt. Mat visszatér seregei élén Tearba, és útközben megesik a szíve egy Olver nevű árva gyereken.
Nynyeve és Egwene még mindig a fogságukban tartják Moghedient, akitől számtalan érdekes dolgot tanulnak. Egy, még a Legendák Korában is lehetetlennek tűnő technikával Nynaeve képes lesz visszaadni Siuan Sanche-nak, Leane Sharifnak és Logainnak a fókuszálás képességét. A lázadók megválasztják Egwene-t a saját Amyrlin Trónjuknak, aki az álmok földjén keresztül Salidarba utazik. Ott nemhivatalosan Nynaeve-et és Elayne-t is aes sedai-já avatja, majd őket és Aviendhát elküldi Ebou Darba. A céljuk megtalálni egy ter'angreal-t, a Viharok Tálját, mely képes lehet megszüntetni a Sötét Úr befolyását az időjárásra. Mat is nagyjából ekkor érkezik meg, és ő is úgy dönt, hogy velük tart. Távozásukat követően Egwene titokban elengedi Logaint, aki azonnal a Fekete Torony felé veszi az irányt. Ezalatt Aran'gar, igazi valóját leplezve, bejut Salidarba és kiszabadítja Moghedient.
Nem sokkal azután, hogy Perrin megérkezik, Randet elrabolják Elaida aes sedai-ai, hogy Tar Valonba vigyék. Útközben különféle kínzásoknak vetik alá, amelyek pszichés állapotára is hatással vannak. Mikor hírét veszi az emberrablásnak, Perrin egy csapat élén az aes sedai-ok után indul, melynek eredménye egy hatalmas összecsapás lesz Dumai kútjainál. Az ütközet végén a lázadó aes sedai-oknak hűségesküt kell tenniük az Újjászületett Sárkányra, a Fehér Torony aes sedai-ait pedig fogságba vetik. 
Az epilógusban Demandred megkérdezi a Sötét Úrtól, hogy rosszul végezte-e a munkáját, amin Shai'tan csak nevet. 
|  | Itt a vége a cselekmény részletezésének! |

## Magyarul
- A káosz ura, 1-2.; ford. Bátori Tamás; Beholder, Bp., 2001–2002 (Az idő kereke sorozat)